# Marit Larsen
Marit Elisabeth Larsen (født 1. juli 1983 i Lørenskog, Norge) er en norsk vokalist, musiker og tekstforfatter.

## Biografi
Marit Larsen kommer fra en musikalsk familie og spillede violin som barn. Hun blev som 13-årig nomineret til Spellemannprisen 1996 for pladen Marit & Marion synger kjente barnsanger. Larsen fik international opmærksomhed da hun i teenageårene var medlem af popduoen M2M sammen med barndomsveninden Marion Ravn, der går under kunstnernavnet Marion Raven. Larsen spillede guitar og stod for halvdelen af vokalen og tekstskrivningen. Efter at have turneret rundt i verden og produceret to album med hits som "Don't Say You Love Me", "Mirror Mirror" og "Everything", brød Ravn og Larsen samarbejdet i september 2002.
Efter bruddet i M2M tog Larsen nogen år fri for at gå på skole. Interessen rundt hende tog sig op igen i 2004 og tidlig i 2005 da hun optrådte flere gange i Norge. Hun viste en ny musikstil med et mere instrumental og lyrisk præg. I oktober 2004 fremførte Larsen tre nye sange ("This Time Tomorrow", "Recent Illusion", og "Walls" (endda kendt som "October Month")) på NRK-radio og spilede nu også klaver. Hun optrådte også på by:Larm i februar 2005.
Sommeren 2005 spilede Larsen ind sit debutalbum på et nyt pladeselskab EMI Records. Den første single, "Don't Save Me", kom på radio i januar 2006, og klatret raskt op på VG-lista Topp 20. Allerede i sin anden uge havnede singlen på førsteplads på VG-lista. Den anden single fra albummet hedder Under the Surface.
Albummet Under the Surface blev lanceret i Norge den 6. marts 2006, og indeholdte elleve sange, de fleste skrævede af Larsen (sangen "Don't Save Me" skrevet tilsammen med Peter Zizzo). Albummet blev beskrevet i bladet PlanB som "et album mange anser som det mest ventede albummet i 2006". Under Spillemandprisen 2006 vandt hun prisen for årets kvindelige artist for albummet, og prisen for årets musikvideo for videoen til "Don't Save Me", som også var nomineret til årets herhen. For albummet fik hun desuden Alarmprisen 2007 i klassen pop.
Den 31. marts 2006 blev det officielt at Larsen debutalbum havde solgt til guldplade på under en måned (i Norge kræves at et album sælger over 20.000 kopier før at få guld).
I august 2008 kom singlen "If a Song Could Get Me You" ud, den første single fra hendes andet album, som gik ret til tops på VG-lista i sin første uge (uge 34/2008). Den var i 14 uger sammenhængende den mest spillede sang på radio i Norge. 13. oktober 2008 kom hendes andre solo plade, The Chase.
Både den første og anden hendes plade er produceret af Kåre Vestrheim. Sangen "Steel My Heart" fra The Chase blev brugt i filmen I et speil, i en gåte (I et spejl, i en gåde). Larsen spillede på Nobel-koncerten i december 2008.
Den 30. september 2016 giftede Larsen sig med den tidligere håndboldspiller Alexander Buchmann i Oslo.

## Discografi

### Album
- Under the Surface (2006)
- The Chase (2008)
- If a Song Could Get Me You (2009, international opsamlingsalbum)
- Spark (2011)
- When The Morning Comes (2014)
- Joni Was Right I/II (2016)

### EP'er
- Joni Was Right (2016)
- Joni Was Right II (2016)

### Singler
| Udgivelsesdato | Titel                           | Listeplacering   | Album                  |
| Udgivelsesdato | Titel                           | VG-lista Topp 20 | Album                  |
| -------------- | ------------------------------- | ---------------- | ---------------------- |
| februar 2006   | "Don't Save Me"                 | 1                | Under the Surface      |
| maj 2006       | "Under the Surface"             | 6                | Under the Surface      |
| september 2006 | "Only a Fool"                   | 14               | Under the Surface      |
| januar 2007    | "Solid Ground"                  | –                | Under the Surface      |
| august 2008    | "If a Song Could Get Me You"    | 1                | The Chase              |
| oktober 2008   | "I've Heard Your Love Songs"    | –                | The Chase              |
| marts 2009     | "Addicted"                      | –                | The Chase              |
| juni 2009      | "Fuel"                          | –                | The Chase              |
| januar 2011    | "Vår beste dag"                 | 1                | —                      |
| oktober 2011   | "Coming Home"                   | –                | Spark                  |
| januar 2012    | "Don't Move"                    | –                | Spark                  |
| august 2014    | "I Don't Want To Talk About It" | –                | When The Morning Comes |
| januar 2015    | "Faith & Science"               | –                | When The Morning Comes |
| marts 2015     | "Please Don't Fall For Me"      | –                | When The Morning Comes |